# 尼泊爾裔馬來西亞人
馬來西亞，有一個尼泊爾人社區，他們是從尼泊爾招募的外國工人及其家人。目前約有70萬尼泊爾人居住在馬來西亞。

## 歷史
在英國統治末期，一部分來自尼泊爾的廓爾喀士兵被派到馬來亞清剿馬來亞共產黨。
1957年8月，馬來亞聯邦脫離英國獨立後，許多廓爾喀人成為馬來亞武裝部隊，特別是皇家遊騎兵團的士兵。其他人則主要在城市地區當保安。近年來，由於從全球經濟衰退中恢復過來並取消了征費，前往馬來西亞的尼泊爾工人人數有所增加。尼泊爾外國職業介紹所認為，馬來西亞可能會修改其從尼泊爾吸收勞動力的決定。就馬來西亞而言，尼泊爾是僅次於印度尼西亞的第二大勞動力供應國。大多數尼泊爾人在小型飯店、旅館、工廠和工業中工作。最近，馬來西亞政府已決定停止僱用尼泊爾工人，理由是他們希望優先考慮其自身越來越多的失業同胞。
在馬來西亞，尼泊爾工人成立了73個與政黨有關的組織。馬來西亞在回國者中也很出名，因為目前在馬來西亞工作的30％的人已經重新回到該國工作，而其中20％的人是從海灣國家回來後返回該國的。據估計，在馬來西亞大約有20萬外國非法勞工，僅尼泊爾就有約50,000人。 
2010年3月，馬來西亞當局逮捕了500多名尼泊爾工人，並與其他國家的非法勞工從他們所從事的各種工廠和行業中非法逗留。

## 問題
由於政府（即尼泊爾政府和馬來西亞政府）的政策較弱，許多在馬來西亞的尼泊爾工人遭受包括人權在內的各種問題。兩國政府在向尼泊爾工人提供基本要求或考慮給予任何外國工人方面都變得越來越虛弱。尼泊爾工人在國外的困境並非新鮮事。但是，似乎馬來西亞政府比尼泊爾政府更關心尼泊爾工人的福利。
在馬來西亞，尼泊爾工人的死亡人數顯著增加，在2010年前六個月內至少有81名工人死亡。根據尼泊爾駐吉隆坡大使館的說法，交通事故、慢性病、工作場所意外甚至自殺案件被確定為死亡原因。